# Identidad nacional escocesa

La Cruz de San Andrés, adoptada como símbolo nacional a finales de la Edad Media.

La Identidad nacional escocesa es una expresión que se refiere al sentido de la identidad nacional y cultura del pueblo escocés y es compartida por una mayoría considerable de los habitantes de Escocia. 
Aunque los diversos dialectos del gaélico, el escocés y el inglés escocés son diferentes, la gente los asocia a todos como escocés con una identidad compartida, regional o local. Partes de Escocia, como Glasgow, las Hébridas Exteriores, el noreste de Escocia (incluida Aberdeen) y las fronteras escocesas conservan un fuerte sentido de identidad regional, junto con la idea de una identidad nacional escocesa.
Los residentes de Órcadas y Shetland también expresan una identidad regional diferenciada, influenciada por su patrimonio nórdico. Sin embargo, muchas otras regiones de Escocia, como las islas occidentales y Caithness, también tienen una herencia nórdica.

## Historia

### Preunión

#### Principios de la Edad Media
En la Alta Edad Media, lo que hoy es Escocia estaba dividida entre los cuatro principales grupos étnicos y reinos. En el este estaban lospictos, que cayeron bajo el liderazgo de los reyes de Fortriu. En el oeste fueron el pueblo de habla gaélica de Dalriada, con estrechos vínculos con la isla de Irlanda, de la que trajeron con ellos el nombre escoceses. En el sur-oeste estaba el Reino de Strathclyde, a menudo llamado Alt Clut. Por último estaban los 'Ingleses', los ánglos, un pueblo germánico que habían establecido una serie de reinos en Gran Bretaña, entre ellos el Reino de Bernicia, parte del cual se encontraba en el sur-este de Escocia moderna. A finales del siglo VIII de esta situación fue transformada por el comienzo de los ataques feroces de los vikingos, que finalmente se estableció en Galloway, las Órcadas, las Shetland y las Hébridas. Estas amenazas pueden haber acelerado un proceso a largo plazo de gaelización de los reinos pictos, que adoptaron la lengua y las costumbres gaélico. También hubo una fusión de las coronas gaélica y picta. Cuando murió como rey del reino combinado en 900, Domnall II (Donald II) fue el primer hombre en ser llamado rí Alban (i.e. Rey de Alba).

#### Alta Edad Media

Estandarte Real Escocés adoptado por primera vez por Guillermo I de Escocia, (1143–1214)

En la Alta Edad Media la palabra "Scot" fue utilizado solamente por los escoceses para describir a si mismos a los extranjeros, entre los cuales era la palabra más común. Se llamaban a si mismos Albanach o simplemente  Gaidel. Ambos "Scot" y Gaidel eran términos étnicos que los conectaban a la mayoría de los habitantes de Irlanda. A principios del siglo XIII, el autor de De Situ Albanie señaló: "El nombre Arregathel [Argyll] significa margen de los escoceses o irlandeses, ya que todos los escoceses y los irlandeses son generalmente llamados 'Gattheli'." Escocia llegó a poseer una unidad que trascendía el gaélico, las diferencias étnicas francesas y germanas y para el final del período, el latín, el francés y el Inglés "Scot" podría utilizarse para cualquier súbdito del rey de Escocia. Multilingües monarcas Scoto-Norman de Escocia y mixta gaélico y Scoto-Norman aristocracia todos se convirtieron en parte de la "Comunidad del Reino", en el que las diferencias étnicas fueron menos divisiva que en Irlanda y Gales. Esta identidad se define por oposición a los intentos ingleses de anexar el país y, como resultado de los cambios sociales y culturales. La antipatía resultante hacia Inglaterra dominó la política exterior de Escocia hasta bien entrado el siglo XV, por lo que es extremadamente difícil para los reyes escoceses como Jacobo III y Jacobo IV aplicar políticas de paz hacia su vecino del sur. En particular la Declaración de Arbroath afirmó el antiguo carácter distintivo de Escocia en el frente a la agresión inglesa, argumentando que era el papel del rey para defender la independencia de la comunidad de Escocia. Este documento se ha visto como la primera "teoría nacionalista de la soberanía".

#### Baja Edad Media

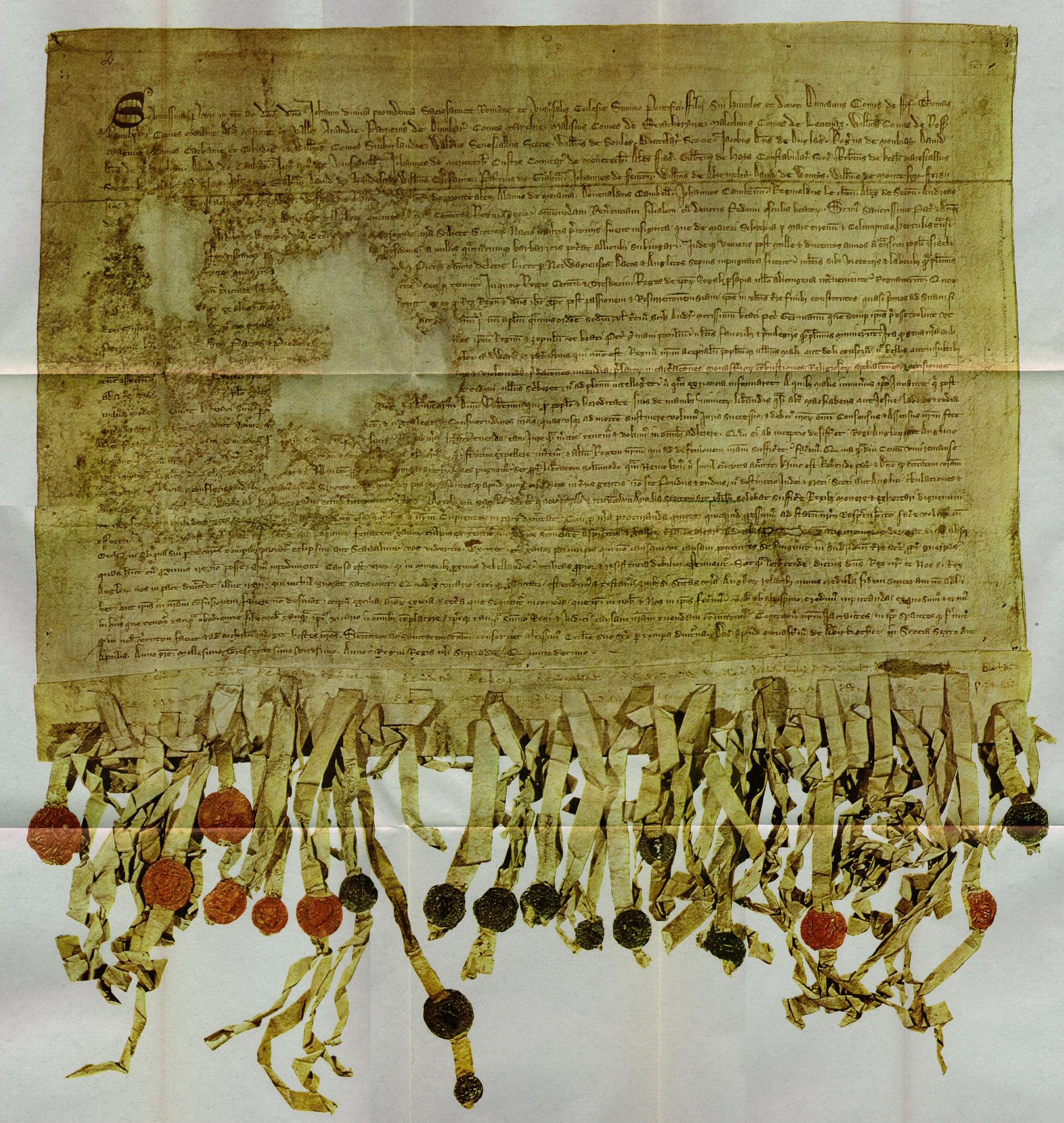
La copia 'Tyninghame' de la Declaración de Arbroath de 1320

La Baja Edad Media a menudo se ha visto como la era en la que la identidad nacional escocesa se fraguó inicialmente, en oposición a Inglés intenta anexionarse el país, liderado por figuras como Robert Bruce y William Wallace y como consecuencia de los cambios sociales y culturales. Invasiones inglesas y la interferencia en Escocia han sido juzgados por haber creado un sentido de unidad nacional y un odio hacia Inglaterra, que dominó la política exterior de Escocia hasta bien entrado el siglo XV, por lo que es extremadamente difícil para los reyes escoceses como James III y James IV para aplicar políticas de paz hacia su vecino del sur. En particular, la Declaración de Arbroath (1320) afirmó la antigua distinción de Escocia frente a la agresión inglesa, argumentando que el papel del rey era defender la independencia de la comunidad de Escocia y ha sido visto como la primera teoría nacionalista de la soberanía"..
La adopción de los escoceses Media por la aristocracia se ha visto como la construcción de un sentido de la solidaridad nacional y la cultura entre gobernantes y gobernados, aunque el hecho de que el norte del Tay gaélico sigue dominado, puede haber ayudado a ensanchar la brecha cultural entre tierras altas y tierras bajas. La literatura nacional de Escocia creó en el período bajomedieval leyenda empleado y la historia al servicio de la corona y el nacionalismo, ayudando a fomentar un sentido de identidad nacional, al menos dentro de su audiencia de élite. La historia poética épica de The Brus y Wallace ayudó a esbozar un relato de la lucha unida contra el enemigo inglés. Literatura artúrica difería de la versión convencional de la leyenda por el tratamiento de Arthur como un villano y Mordred, el hijo del rey de la pictos, como un héroe. El mito de origen de los escoceses, sistematizado por Juan de Fordun (c.. 1320-c 1384), trazó sus orígenes del príncipe griego Gathelus y su esposa egipcia Scota, lo que les para argumentar la superioridad sobre el Inglés, que afirmaba descender de los troyanos, que habían sido derrotados por los griegos.
Fue en este período que la bandera nacional emergió como un símbolo común. La imagen de San Andrés martirizado unido a una cruz en forma de X-apareció por primera vez en el Reino de Escocia durante el reinado de William I y fue representado de nuevo en sellos utilizado durante el final del siglo XIII, incluyendo en un ejemplo particular utilizado por los Guardianes de Escocia, fechado en 1286. El uso de un símbolo simplificado asociado con San Andrés, el aspa, tiene sus orígenes a finales del siglo XIV, el Parlamento de Escocia decretado en 1385 que los soldados escoceses llevan una cruz de San Andrés blanca sobre su persona, tanto delante y detrás, con el propósito de identificación. El uso de un fondo azul de la Cruz de San Andrés se dice hasta la fecha al menos desde el siglo XV. La primera referencia de la Cruz de San Andrés como bandera se encontró en el Vienna Book of Hours, circa 1503.
Como la mayoría de las monarquías de Europa occidental, la corona de Escocia en el siglo XV adoptó el ejemplo de la corte borgoñona, y a través de la formalidad y la elegancia ponerse en el centro de la cultura y la vida política, que se define con la exhibición, el ritual y el boato, que se refleja en la construcción de nuevos palacios y el mecenazgo de las artes. Las ideas del Renacimiento comenzaron a influir en opiniones sobre el gobierno, que se describen como Nuevo o monarquía renacentista, que hacían hincapié en el estado y la importancia de la monarquía. El principio de derecho romano de que "un rey es emperador en su reino" puede ser visto en Escocia a partir de mediados del siglo XV. En 1469 el Parlamento aprobó una ley que declaró que Jaime III poseía "plena jurisdicción e imperio dentro de su reino". Desde la década de 1480 la imagen del rey en su plata groat s mostraron lo que lleva un, arqueado, corona imperial cerrado, en lugar de la libre anillo de los reyes medievales, probablemente la primera imagen de la moneda de su tipo fuera de Italia. Pronto comenzaron a aparecer en la heráldica, en sellos reales, manuscritos, esculturas y los campanarios de las iglesias con conexiones reales, como en la catedral de Saint Giles, Edimburgo.